# Jenö von Egan-Krieger

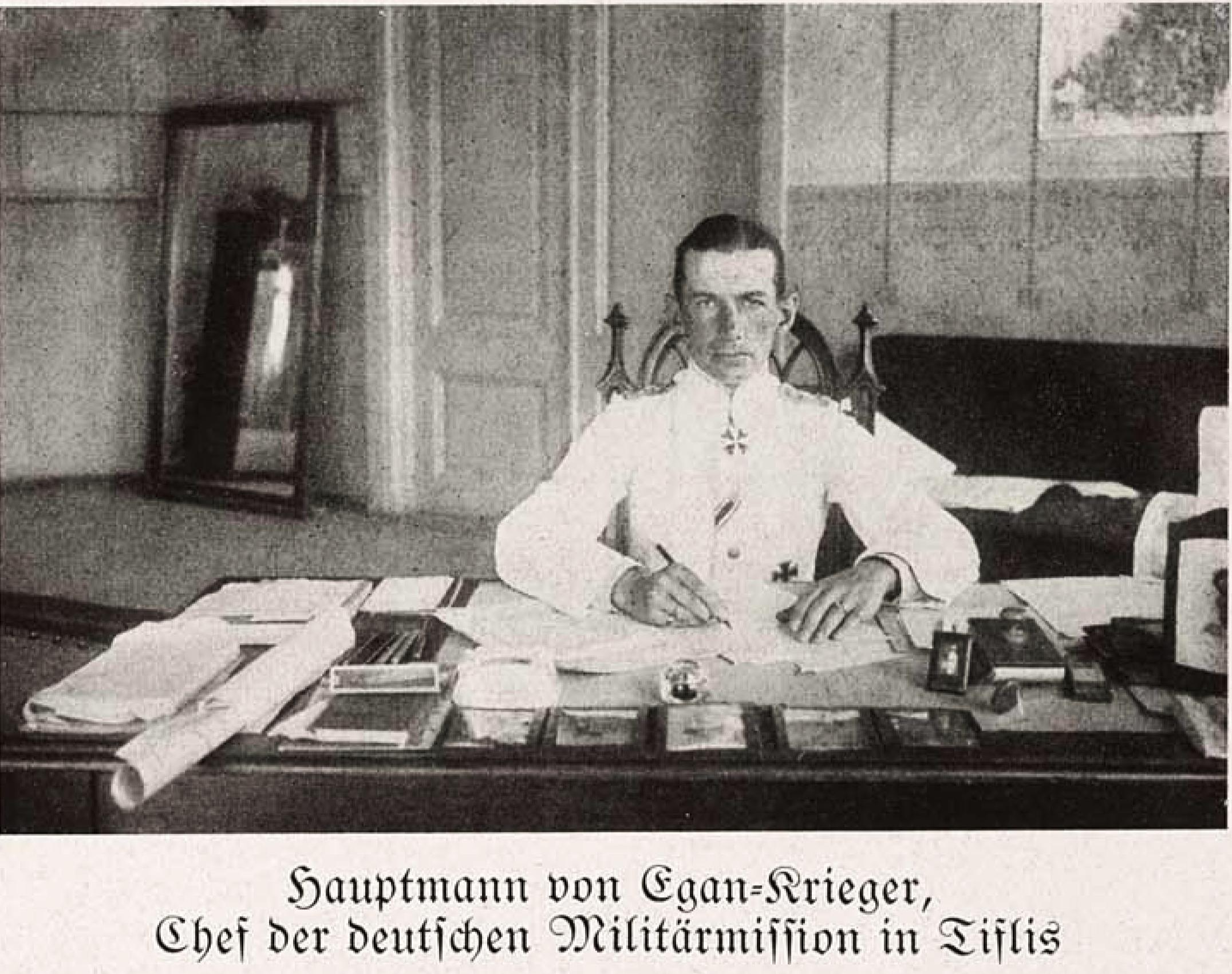
Egan-Krieger als Chef der deutschen Militärmission in Tiflis, 1918

Edward Jenö von Egan-Krieger (* 17. Juli 1886 Schloss Bernstein, Ungarn (heute Burgenland, Österreich); † 22. Februar 1965 in Köln) war ein deutscher Offizier und Politiker (DNVP).

## Leben und Wirken
1904 wurde er in den preußischen Adelsstand nobilitiert. Nach dem Schulbesuch mit dem Abitur 1904 auf der Brandenburger Ritterakademie schlug Jenö von Egan-Krieger die militärische Laufbahn ein. 1915 war er zunächst Oberleutnant im königlich preußischen 1. Leibhusaren-Regiment in Danzig, kommandiert zur Dienststellung beim Großen Generalstab. Dann wurde er bald zum Hauptmann im Generalstab befördert. Später übernahm er das Kommando über die Feldfliegerabteilung 27. Nach dem Ende des Krieges wurde er 1919 im Rang eines Majors aus der Armee verabschiedet.
Ein neues politisches Betätigungsfeld fand Egan-Krieger im Stahlhelm-Kampfbund. Dort fungierte er nach 1919 als Redakteur im Stahlhelm-Bundesamt. In der Zeit der Weimarer Republik galt Egan-Krieger dabei insbesondere als Vertrauensmann des 2. Bundesführers des Stahlhelms Theodor Duesterberg. Von 1929 bis 1933 amtierte er schließlich als Hauptgeschäftsführer der von Alfred Hugenberg geführten Deutschen Volkspartei (DNVP).
1929 übernahm Egan-Krieger ebenfalls die Aufgaben des Geschäftsführers in dem von DNVP, NSDAP und Stahlhelm sowie weiteren rechtsgerichteten politischen Kräften gemeinsam ins Leben gerufenen „Reichsausschusses für das deutsche Volksbegehren“. Der Reichsausschuss versuchte durch eine konzertierte Propagandakampagne eine Volksabstimmung über die Annahme oder Ablehnung des Young-Plans – eines zwischen der Reichsregierung und den Siegermächten des Ersten Weltkrieges vereinbarten Abkommens über die Neuregelung der deutschen Reparationszahlungen an die Kriegssieger – herbeizuführen. Die Anstrengungen des Ausschusses waren zunächst erfolgreich, insofern es ihm gelang, die erstrebte Volksabstimmung herbeizuführen, scheiterten aber schließlich, als die Mehrheit der Bevölkerung bei der Abstimmung für eine Annahme des Plans stimmte.
Unmittelbar nach der nationalsozialistischen Machtergreifung wurde Egan-Krieger mit der Leitung des Hauptbüros für die Kampffront Schwarz-Weiß-Rot in Berlin (Mittelstraße 15) beauftragt, dem die Koordinierung der Wahlkampfanstrengungen des neugebildeten gemeinsamen Blocks aus DNVP und Stahlhelm für die Reichstagswahl vom März 1933 oblag.
Am Vormittag des 30. Juni 1934 wurde Egan-Krieger zusammen mit dem ehemaligen Zentrums-Politiker Konrad Adenauer in Babelsberg verhaftet und für einige Tage im Gefängnis von Potsdam festgehalten. Die Festnahme beider Männer, die im Rahmen der Röhm-Affäre erfolgte, steht wahrscheinlich im Zusammenhang mit dem analog zum Schlag gegen den in der SA konzentrierten linken Flügel der NS-Bewegung geführten Schlag der NS-Spitze gegen potentielle konservative Regime-Gegner: So wurde auch Egan-Kriegers ehemaliger Stahlhelm-Vorgesetzter Duesterberg oder der ehemalige Chef des Stahlhelm-Nachrichtendienst in Schlesien Fritz Günther von Tschirschky in diesen Tagen verhaftet, während DNVP-Politiker wie Gottfried Treviranus oder Otto Schmidt-Hannover zwar zur Verhaftung vorgesehen waren, ihr aber entgehen konnten.
Später im Jahr 1934 wurde Egan-Krieger als Offizier reaktiviert und der neugegründeten Luftwaffe zugeteilt. In den Jahren bis zum Kriegsausbruch 1939 war er als Abteilungsleiter im Reichskriegsministerium beschäftigt. Auf der militärischen Karriereleiter stieg er nacheinander zum Oberst (1939), Generalmajor (1940) und Generalleutnant (1942) auf.
In den Jahren 1939 bis 1941 amtierte Egan-Krieger als Quartiermeister beim Luftgau-Kommando III, dann beim Luftwaffen-Befehlshaber Mitte. In den Jahren 1942 bis 1943 fungierte er als Wehrersatz-Inspekteur in Magdeburg. 1944 wurde er in den Ruhestand versetzt.
Nach dem Krieg war Egan-Krieger von 1945 bis 1947 in amerikanischer Gefangenschaft. Seit 1918 war er Ehrenritter, seit 1935 Rechtsritter und 1948 dann Ordenshauptmann des Johanniter-Ordens. Mit ihm dort aktiv waren lange August von Cramon und August von Pückler-Branitz. Im Jahre 1951 erfolgte seine Ernennung zum Ehrenkommendator.

## Privates
Egan-Krieger war seit dem 27. Oktober 1913 verheiratet mit Anna Marie Josephine Ulrike von Heydebreck (* 25. März 1892 in Gnesen, † 1. Oktober 1972 Bremervörde). Anna Marie war Erbin des Gutes Markowitz.

## Schriften
- Die deutsche Kavallerie in Krieg und Frieden, 1928.